# Team Taisan
Team Taisan est une écurie de sport automobile japonaise fondée en octobre 1983 par Yasutsune Chiba.

## Résultats en compétition automobile

### Résultats aux24 Heures du Mans
| Année | Classe   | no | Pilotes                                               | Voiture                | Pneus | Tours | Pos. | Pos. cat. |
| ----- | -------- | -- | ----------------------------------------------------- | ---------------------- | ----- | ----- | ---- | --------- |
| 2000  | GT       | 73 | Hideo Fukuyama Atsushi Yogō (de) Bruno Lambert (pl)   | Porsche 911 GT3-R      | Y     | 310   | 16e  | 1re       |
| 2001  | GT       | 73 | Hideo Fukuyama Atsushi Yogō (de) Kazuyuki Nishikawa   | Porsche 911 GT3 RS     | Y     | 273   | 11e  | 5e        |
| 2002  | GT       | 73 | Atsushi Yogō (de) Akira Iida Kazuyuki Nishizawa       | Porsche 911 GT3 RS     | Y     | 316   | 21e  | 3e        |
| 2003  | GT       | 77 | Atsushi Yogō (de) Akira Iida Kazuyoshi Nishizawa      | Porsche 911 GT3 RS     | Y     | 304   | 19e  | 4e        |
| 2006  | GT2      | 93 | Kazuyuki Nishizawa Shinichi Yamaji (en) Philip Collin | Porsche 911 GT3 RS     | Y     | 291   | 22e  | 5e        |
| 2014  | LMGTE Am | 70 | Shinji Nakano Martin Rich Pierre Ehret                | Ferrari 458 Italia GT2 | M     | 327   | 28e  | 9e        |